# Uldin
Uldin sau Uldes (n. secolul al IV-lea d.Hr. – d. 412 d.Hr.) a fost un rege hun între 390 și 412, a cărui teritoriu se întindea la nord de Dunăre. Se pare că a fost în termeni buni cu Imperiul Roman. În decembrie 400 îl decapitează pe Gainas, general got, și trimite capul împăratului Arcadius la Constantinopol, pentru a confirma bunele relații dintre cele două state. Aceasta a permis, de asemenea, lui Stilicon să recruteze huni ca trupe auxiliare în 405 pentru a-l învinge pe Radagaisus. S-a confruntat apoi cu încercarea Imperiului Roman de Răsărit de a forța frontiera dunăreană.
Invazia Moesiei în 408 a fost respinsă mulțumită germanicilor, aliați ai romanilor, Uldin fiind forțat să se retragă.
La moartea sa survenită în 412, hunii s-au despărțit în trei facțiuni.